# Serra da Carnaíba
A Serra da Carnaíba é uma cadeia montanhosa no município de Pindobaçu e Campo Formoso, no estado da Bahia, no Brasil. O lugar é sobretudo conhecido pelas atividades de garimpo de esmeraldas.
O garimpo na região começou na década de 1960, conhecendo-se desde essa altura veios de esmeralda e de minerais a ela associados: berilo, talco, água-marinha, molibdênio, entre outros.